# Véronique Zuber
Pour les articles homonymes, voir Zuber.
Jeanne Monique Szubert dite Véronique Zuber, puis Véronique de Bibikoff, née le 23 janvier 1936 à Seine-Port en Seine-et-Marne et morte le 10 octobre 2024 à Saint-Brice-sous-Forêt dans le Val-d'Oise, est élue Miss Paris 1954, puis Miss France 1955.

## Biographie

### Miss France 1955
Véronique Zuber remporte le titre de Miss Paris en 1954, à l'âge de 18 ans seulement. 
L'élection de Miss France 1955 a lieu en janvier 1955 au Théâtre de Fontainebleau. Vingt-cinq Miss sont candidates. L'élection fit l'objet d'un reportage pour la Radiodiffusion-télévision française (RTF): le dépouillement des bulletins de vote donne les résultats suivants : Vote du public : Miss Paris, 86 voix et Miss Côte d'Azur, 81 voix. Ce verdict devait être confirmé par le vote du jury, qui accorde 33 voix à Miss Paris contre 21 à Miss Côte d'Azur. La nuit suivante, l'élection de la dauphine permet à Monique Lambert, Miss Côte d'Azur, de décrocher le titre en second en dominant nettement le reste de ses rivales.

### Une brève carrière de comédienne
La même année, Véronique Zuber devient actrice de cinéma. Elle joue d'abord de jolies ingénues dans des comédies françaises comme La vie est belle aux côtés de Roger Pierre et Jean-Marc Thibault mais elle jouit d'un réel talent, qui lui permettra de jouer dans six films, et notamment aux côtés d'Eddie Constantine et Lino Ventura, dans le polar Ces dames préfèrent le mambo de Bernard Borderie. 
Elle épouse le couturier  Ted Lapidus (1929-2008). De cette union nait Olivier Lapidus en 1958. Peu après, en 1959, elle décide de mettre un terme à sa carrière de comédienne pour se consacrer à sa famille et élever son enfant. Néanmoins le mariage ne durera pas.
Après son divorce, elle épouse en secondes noces le prince russe Georges de Bibikoff (1920-2021), avec lequel elle a deux enfants : Alexis,  en 1966, et Natacha de Bibikoff, en 1967.

### Décès
Véronique de Bibikoff meurt le 10 octobre 2024 à Saint-Brice-sous-Forêt à l'âge de 88 ans,. Ses obsèques sont célébrées le 18 octobre, en la cathédrale Saint-Alexandre-Nevsky de Paris.

## Filmographie
- 1955 : Frou-Frou  d'Augusto Genina (non créditée)
- 1956 : La vie est belle de Roger Pierre et Jean-Marc Thibault : Monique
- 1957 : Mademoiselle et son gang de Jean Boyer
- 1957 : Ces dames préfèrent le mambo de Bernard Borderie : Marina Legrand
- 1959 : Les Motards de Jean Laviron : Véronique
- 1959 : Le Gendarme de Champignol de Jean Bastia : Suzette Binoche